# Slèite

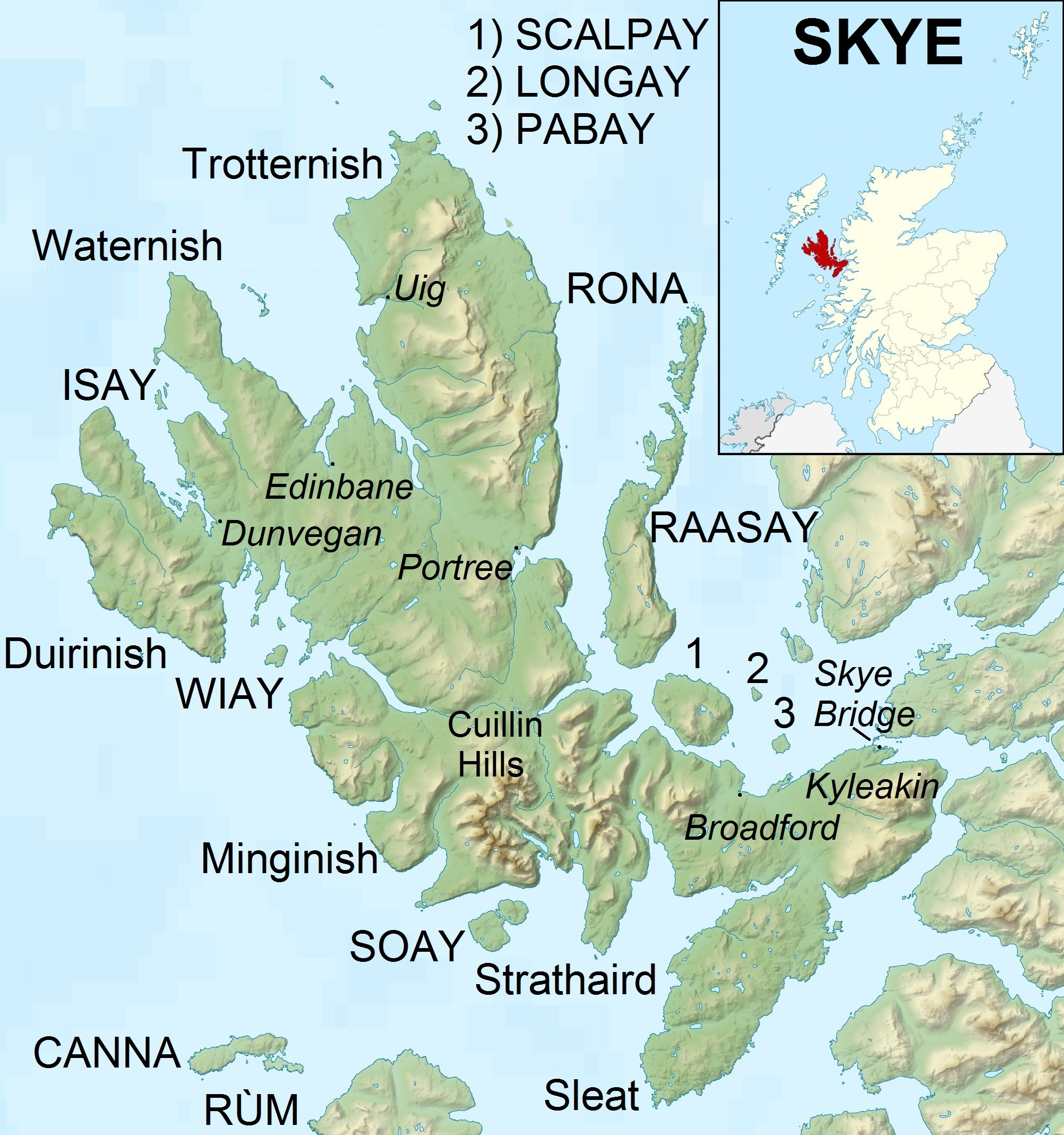
Localisation de Slèite sur l'île de Skye

Slèite ou parfois Sléibhte (Sleat en anglais) est le nom de l'une des cinq grandes péninsules qui forment l'Île de Skye en Écosse.
Son nom gaélique est un emprunt au vieux norrois sléttr, qui signifie « plat » ou  « lisse ». Depuis 1981, le nom gaélique officiel est Slèite. 

## Paysage
La péninsule de Sléite comporte beaucoup de lacs. Le plus grand est le Loch nan Uamh (« lac des grottes ») qui couvre 26,7 ha. Le second lac de la péninsule, Loch Dhùghaill (« Lac de Dùghall », 20,8 ha), est situé à proximité.

## Langue
Après Tròndairnis (anglais : Trotternish), Slèite est la deuxième péninsule de Skye en nombre de Gaels. Lors du recensement de 2001, la proportion la plus élevée de locuteurs se trouvait à Tarsgabhaig et à Achadh na cloiche (54 %) et la plus basse à Armadal (29 %). 
L’école primaire de Slèite est une école gaélique. Jusqu’en 2006, c'était une école primaire anglophone qui comportait une section gaélique. Mais la décision de changer son statut a donné lieu à des débats houleux, tant à l’échelon local que national. Le conseiller régional Bill Fulton y était en effet opposé. Selon lui, les enfants qui ne parlaient pas gaélique risquaient d’être exclus, car les parents qui souhaitaient que leurs enfants ne fassent pas leur scolarité en gaélique seraient obligés de les envoyer à l’école d'An t-Àth Leathann (Broadford en anglais). Afin de mettre fin aux débats, le Highland Council a opté pour une solution de compromis, en faisant de l’école primaire de Slèite une école gaélique intégrant une unité d’enseignement en anglais.
Slèite abrite le seul colaiste (école universitaire gaélique ou Gaelic college en anglais) d’Écosse, le Sabhal Mòr Ostaig, qui propose des formations universitaires dans un certain nombre de matières. Cet établissement est aussi le plus gros employeur de la péninsule. 
Le film gaélique Seachd: The Inaccessible Pinnacle a été filmé en grande partie à Slèite. Son producteur, Roger Christopher Young, est originaire d’Édimbourg mais s’est installé à Slèite dans les années 1990, avec son entreprise et sa famille,.

## Localités
Voici les noms de quelques-unes des localités de la péninsule, avec leurs noms anglais (le plus souvent une anglicisation) et leur signification en français : 
| Nom gaélique      | Nom anglais   | Signification                                                                   |
| Drum fheàrna      | Drumfearn     | « tambour d'aulne »                                                             |
| Ceann a’ loch     | Ceann Loch    | « la tête du lac »                                                              |
| Dùisdeil mhór     | Duisdale mhór | « Grand Dùisdeil »                                                              |
| Dùisdeil bheag    | Duisdale Beag | « Petit Dùisdeil »                                                              |
| Eilean Iarmain    | Isleornsay    | « île d'Irman »                                                                 |
| Camas Cros        | Camuscross    | « Baie de croix »                                                               |
| Tòrabhaig         | Toravaig,     | « baie de Thorir » ou « baie de la tourbe » (du vieux norrois).                 |
| An Cnoc           | Cnoc          | « la colline »                                                                  |
| An Teanga         | Teangue       | « la langue »                                                                   |
| Sàsaig            | Sasaig        | « baie du tonneau » (du vieux norrois).                                         |
| Fearann Dòmhnaill | Ferindonald   | « la ferme de Donald »                                                          |
| A’ Chill mhór     | Kilmore       | « la grande église »                                                            |
| A’ Chill bheag    | Kilbeg        | « la petit église »                                                             |
| Ostaig            | Ostaig        | « baie orientale »(du vieux norrois)                                            |
| Armadal           | Armadale      | « vallée du bras »(du vieux norrois).                                           |
| Àird a’ Bhàsair   | Ardvasar      | « la pointe de la mort » (ou peut-être du vieux norrois « pointe du courant »). |
| An Tòrr Mór       | Tormore       | « la grande colline ».                                                          |
| Capasdal          | Capisdale     | « vallée du champion »(du vieux norrois).                                       |
| An Àird           | An Aird       | « la pointe »                                                                   |
| Rubha Shléite     | Sandy Beach   | « Péninsule de Sléite »                                                         |
| Càradal           | Caradal       | « vallée du corps » ou « vallée de Kari »(du vieux norrois).                    |
| Achadh na Cloiche | Achnacloich   | « le champ des rochers »                                                        |
| Tarsgabhaig       | Tarskavaig    | « baie de la morue »(du vieux norrois).                                         |
| Tòcabhaig         | Tokavaig      | « baie de Tóki »(du vieux norrois).                                             |
| An t-Òrd          | Ord           | « Le Marteau »                                                                  |